# 時津賢児
時津 賢児（ときつ けんじ、1947年8月1日 - ）は、フランス在住の日本人男性武道家・武道研究者。自成道代表、パリ大学ソルボンヌ文化人類学研究所研究員。

## 人物・経歴
山口県生まれ。高校在学中から松濤館流空手を始める。一橋大空手部出身。1971年に一橋大学社会学部を卒業後、銀行への内定を得ていたが断り、パリ第4大学哲学科入学。フランスで空手を教えながら大学で学び、1972年パリ第5大学社会学部修士課程修了。1979年少林門空手設立。1982年パリ第5大学社会学部博士課程修了。
1985年から1989年までパリ第5大学体育学科講師。1989年フランス外務省主催メヂシスオーレミュール賞受賞。1993年パリ第7大学東洋文明学科博士課程修了。1994年フランス国立大学助教授資格取得、同年パリ大学ソルボンヌ文化人類学研究所研究員就任。長年の武道修行、研究から自成道を確立し、2001年時津流自成道設立。2002年時津流インターナショナルアカデミー設立。

## 著書
- La voie du Karaté. Pour une théorie des arts martiaux japonais, Seuil, coll. Points/Sagesses, 1979
- La méthode des arts martiaux à mains nues, Robert Laffont, 1987
- J-Louis Cavalan et Hervé Vernay. L'art du combat. Entretiens avec Kenji Tokitsu, Guy Trédaniel, 1990
- 『国際文化としてのカラテ―パリからの武道論』大修館書店 (1992/03)
- 『武道の方法叙説』壮神社 (1993/07)
- 『武的発想論―自ら成し、自らを成す』福昌堂 (1999/07)
- Miyamoto Musashi. Maître de sabre japonais du xviie siècle, Seuil, coll. Points/Sagesses, 1998 (aussi réédité chez DésIris)
- Budô : Le ki et le sens du combat, DésIris, 2000
- Les Katas, DésIris, 2002
- L'histoire du Karaté-Do, Éditions SEM, 1995 (aussi réédité aux Éditions E.M., 2003)
- Ki and the Way of the Martial Arts, trans. 2003
- La recherche du ki dans le combat, DésIris, 2004
- Miyamoto Musashi: His Life and Writings, trans. 2004 by Sherab Chödzin Kohn (from the French Miyamoto Musashi, 2000), Boston: Shambhala
- 『武道の力―人間は80歳まで強くなれる! 』大和書房 (2005/01)
- The Inner Art of Karate: Cultivating the Budo Spirit in Your Practice, trans. 2012